# François Nogué
 (février 2015).
Si vous disposez d'ouvrages ou d'articles de référence ou si vous connaissez des sites web de qualité traitant du thème abordé ici, merci de compléter l'article en donnant les références utiles à sa vérifiabilité et en les liant à la section « Notes et références ».
Pour les articles homonymes, voir Nogué.
François Nogué, né le 31 janvier 1956 à Perpignan (Pyrénées-Orientales). Il est entre autres fonctions Directeur Général Délégué à la Cohésion et aux Ressources Humaines de la SNCF de 2006 à 2015, DRH Groupe d'Orano (ex-Areva) de 2015 à 2020, DRH du Groupe SNCF de 2020 à 2023, Président du Conseil d'Administration de France Travail (ex-Pôle Emploi) de 2011 à 2020. Il est depuis mars 2024, Président du Fonds "Territoires Zéro chômeur de longue durée",.
Après 17 ans passés au sein du Groupe Framatome (Ingénierie et constructions nucléaires), il rejoint la SNCF pour la première fois en 1998, où il occupera des fonctions opérationnelles ainsi que de direction générale. En tant que Directeur général délégué Ressources Humaines du groupe, il présidera, de 2009 à 2015, le comité des DRH des entreprises ferroviaires européennes au sein de la Communauté européenne du rail (CER). Il décide de rejoindre le Comité Exécutif d'Orano, anciennement connu sous le nom d'Areva, où il pilote de 2015 à 2020 les directions Ressources Humaines, Communication et Immobilier,. De janvier 2020 à juillet 2023 il reviendra à la SNCF comme DRH Groupe, et président de la Fondation SNCF.

## Carrière

### Formation
François Nogué est diplômé de l’Institut d’études politiques de Paris (Service Public, 1976), Docteur en droit public (thèse sur « La jurisprudence budgétaire du Conseil constitutionnel », Université de Montpellier 1986), et diplômé d’études supérieures spécialisées en psychologie clinique.

### Parcours professionnel
Un parcours professionnel dans le domaine des ressources humaines et de la communication, au sein des secteurs de l'énergie et des transports.

#### Grands groupes nationaux et internationaux.
De 1991 à fin 1998, il est Directeur des Ressources Humaines et de la Communication du Groupe Framatome (Conception et maintenance de réacteurs nucléaires, mécanique, connectique industrielle), nommé par Jean-Claude Leny, président historique de la compagnie. Il pilote les redéploiements du Groupe vers la maintenance nucléaire, les restructurations des secteurs d’ingénierie et de construction mécanique, et accompagne les diversifications industrielles de Framatome en France et aux États-Unis, devenant membre des boards, et "pension & compensation committees" des filiales américaines (BWNC, Burndy, puis FCI). Il  travaille notamment à la refonte des systèmes de retraites US et développe la coopération et les échanges managériaux entre les différentes sociétés du groupe.
En décembre 1998, il entre pour la première fois à la SNCF comme « Directeur Délégué à la Gestion des Ressources Humaines (recrutement et emploi, formation, politique salariale, santé et conditions de travail) », poste qu’il occupe pendant 3 ans, avant de prendre à la demande de Louis Gallois, pendant 5 ans, des fonctions de management opérationnel : successivement Directeur des Régions de Paris-Est (6500 personnes) puis de Paris-Nord (10 500 personnes), il est chargé de la production ferroviaire (Grandes Lignes, Transilien, Fret) au départ de la gare de l’Est puis de la gare du Nord (1re gare européenne), dont il assure la responsabilité. Il participe activement à l’arrivée du TGV Est et à la réalisation des infrastructures et installations terminales nécessaires à son exploitation, à la rénovation de la Gare de l'Est et à la mise en service d'un premier "tram-train" entre Bondy et Aulnay (Seine Saint-Denis). DRH du Groupe SNCF à partir de juin 2006, il est nommé en mai 2008 « Directeur Général Délégué aux Ressources Humaines » par Guillaume Pepy, qui se réfère à son collègue comme étant quelqu’un qui a de « l’expérience, une grande capacité d’écoute, une sincère sensibilité sociale ».
De 2006 à 2015, François Nogué sera membre du Comité Exécutif et Directeur Général Délégué "Cohésion et Ressources Humaines" de la SNCF (250 000 salariés), auprès de trois présidents successifs : Louis Gallois, Anne-Marie Idrac, Guillaume Pepy. Parmi les principaux chantiers de transformation sociale menés on peut citer: les évolutions en matière de recrutement (recrutement progressif puis systématique de salariés sous contrat de droit commun), la mise en place d'une nouvelle grille de classification adaptée à toutes les catégories de salariés (statutaires et contractuels), l'évolution des formes de rémunération individuelle et collective, les réformes successives du régime spécial des retraites, la mise en place du service minimum dans les transports terrestres, l'accompagnement social de la réforme ferroviaire de 2014, le lancement d'un programme d'adaptation des politiques RH aux attentes des salariés ("SNCF & moi"). Il pilote jusqu'en 2014 les filiales logement du groupe (ICF Novedis, 100 000 logements).
De novembre 2014 à février 2015, François Nogué est chargé de l’Éthique, du Développement Humain et des Dirigeants au sein du groupe SNCF.
En février 2015, il rejoint le groupe Orano (ex-AREVA), comme Directeur des Ressources Humaines Groupe, auprès de Philipe Knoche, Directeur Général, et de Philippe Varin, Il est membre du comité exécutif, et supervise également les fonctions Immobilier, Communication, et Affaires Publiques. Il pilote le volet social de la restructuration du Groupe en 2015-2016, puis œuvre à la fondation du nouvel Orano à travers la négociation d’un contrat social groupe (2017), la création de la marque "Orano" (2018), et l’installation du nouveau siège à Chatillon (2019).
De février 2020 à juillet 2023, François Nogué revient à la SNCF, auprès de son nouveau président, Jean-Pierre Farandou. Il y occupe les fonctions de Directeur des Ressources Humaines du Groupe, membre du Comité Exécutif, et de président de la Fondation SNCF. Son action porte alors sur la déclinaison des dispositions sociales et organisationnelles des réformes ferroviaires de 2018-2019: organisation du groupe en plusieurs SA, mise en place d'une convention collective du ferroviaire, modalités de transferts des salariés à d'autres opérateurs ferroviaires, dans un contexte d'ouverture à la concurrence, conséquences de l'arrêt des embauches au statut...

### Autres fonctions

#### Responsabilités et missions économiques et sociales.
En décembre 2011, François Nogué est élu président bénévole du Conseil d’Administration de Pôle Emploi , fonction qu'il occupera durant trois mandats successifs, jusqu'en décembre 2020. Il a succédé à Dominique-Jean Chertier, directeur général délégué de Safran, qui assurait la présidence depuis la création de l’opérateur du service public de l’emploi en 2008. Dans ces fonctions, il accompagne les importantes transformations de l'opérateur public  impulsées par son Directeur Général, Jean Bassères: accompagnement ciblé des demandeurs d'emploi, service aux entreprises, promotion des métiers en tension, développement de l'offre de service digitale...
En mars 2024, il est élu à l'unanimité Président du Fonds d'Expérimentation zéro chômeur (ETCLD) ou Fonds d'Expérimentation territorial contre le chômage de longue durée, succédant ainsi à Louis Gallois, qui assurait la présidence du Fonds depuis son origine. L'association gestionnaire du Fonds, créée par deux lois de 2016 et 2020, a pour mission de proposer la liste des territoires retenus pour mener l'expérimentation, de financer une fraction de la rémunération des personnes embauchées dans les entreprises conventionnées ("Entreprises à But d'Emploi"), d'apporter aux territoires l'appui et l'accompagnement nécessaires, et de dresser le bilan de cette expérimentation.
Il préside de 2009 à 2015, au sein de la Communauté européenne du Rail (CER)  le Comité des DRH des entreprises ferroviaires européennes.
Il est administrateur de l’UTP (Union des Transports Publics et Ferroviaires) de 2010 à 2015.
Il a été chargé de cours à l’Institut d’Etudes Politiques de Paris.
Il est l’auteur du Rapport « Le Tourisme, filière d’avenir : développer l’emploi dans le tourisme », réalisé à la demande du Ministre du Travail, de l’Emploi et du Dialogue social,  du Ministre du Commerce, de l’Artisanat et du Tourisme, et du Secrétaire d’État à la formation professionnelle.

## Décorations
- Officier de l'ordre national du Mérite Il est promu officier par décret du 2 mai 2017[14]. Il était chevalier du 18 février 2008.
- Chevalier de la Légion d'honneur Il est élevé au rang de Chevalier de la légion d’honneur le 13 juillet 2010[15].